# Yvonne Catterfeld/Diskografie
Diese Diskografie ist eine Übersicht über die musikalischen Werke der deutschen Popsängerin Yvonne Catterfeld und ihrer Pseudonyme wie Catterfeld und Viviane. Den Schallplattenauszeichnungen zufolge hat sie bisher mehr als 870.000 Tonträger verkauft. Ihre erfolgreichste Veröffentlichung ist die Single Für dich mit über 340.000 verkauften Einheiten.

## Alben

### Studioalben
| Jahr | Titel Musiklabel                              | Höchstplatzierung, Gesamtwochen, AuszeichnungChartplatzierungen (Jahr, Titel, Musiklabel, Platzierungen, Wochen, Auszeichnungen, Anmerkungen) | Höchstplatzierung, Gesamtwochen, AuszeichnungChartplatzierungen (Jahr, Titel, Musiklabel, Platzierungen, Wochen, Auszeichnungen, Anmerkungen) | Höchstplatzierung, Gesamtwochen, AuszeichnungChartplatzierungen (Jahr, Titel, Musiklabel, Platzierungen, Wochen, Auszeichnungen, Anmerkungen) | Anmerkungen                                                 |
| Jahr | Titel Musiklabel                              | DE | AT | CH | Anmerkungen                                                 |
| ---- | --------------------------------------------- | --- | --- | --- | ----------------------------------------------------------- |
| 2003 | Meine Welt Hansa Records (BMG Ariola)         | DE1 Platin · (33 Wo.)DE | AT4 Gold · (20 Wo.)AT | CH3 Gold · (16 Wo.)CH | Erstveröffentlichung: 26. Mai 2003 Verkäufe: + 235.000      |
| 2004 | Farben meiner Welt Hansa Records (Sony BMG)   | DE2 Gold · (45 Wo.)DE | AT9 (22 Wo.)AT | CH7 (8 Wo.)CH | Erstveröffentlichung: 1. März 2004 Verkäufe: + 100.000      |
| 2005 | Unterwegs Hansa Records (Sony BMG)            | DE1 Gold · (23 Wo.)DE | AT4 (12 Wo.)AT | CH18 (11 Wo.)CH | Erstveröffentlichung: 14. März 2005 Verkäufe: + 100.000     |
| 2006 | Aura Columbia Records (Sony BMG)              | DE10 (14 Wo.)DE | AT17 (5 Wo.)AT | CH26 (5 Wo.)CH | Erstveröffentlichung: 20. Oktober 2006                      |
| 2010 | Blau im Blau Columbia Records (Sony)          | DE37 (3 Wo.)DE | AT44 (1 Wo.)AT | — | Erstveröffentlichung: 5. März 2010                          |
| 2013 | Lieber so Polydor (UMG)                       | DE8 Gold · (19 Wo.)DE | AT15 (9 Wo.)AT | CH20 (5 Wo.)CH | Erstveröffentlichung: 22. November 2013 Verkäufe: + 100.000 |
| 2017 | Guten Morgen Freiheit Veritable Records (RTD) | DE4 (10 Wo.)DE | AT4 (11 Wo.)AT | CH7 (4 Wo.)CH | Erstveröffentlichung: 10. März 2017                         |
| 2021 | Change Veritable Records (RTD)                | DE65 (1 Wo.)DE | — | — | Erstveröffentlichung: 3. Dezember 2021                      |
| 2025 | Move Seven.One Starwatch (Sony)               | DE18 (1 Wo.)DE | AT60 (1 Wo.)AT | — | Erstveröffentlichung: 7. März 2025                          |

### Kompilationen
| Jahr | Titel Musiklabel                                                                | Anmerkungen                            |
| ---- | ------------------------------------------------------------------------------- | -------------------------------------- |
| 2011 | Von Anfang an bis jetzt – The Best of Yvonne Catterfeld Columbia Records (Sony) | Erstveröffentlichung: 14. Oktober 2011 |

## Singles

### Als Leadmusikerin
| Jahr | Titel Album                                                   | Höchstplatzierung, Gesamtwochen, AuszeichnungChartplatzierungen (Jahr, Titel, Album, Platzierungen, Wochen, Auszeichnungen, Anmerkungen) | Höchstplatzierung, Gesamtwochen, AuszeichnungChartplatzierungen (Jahr, Titel, Album, Platzierungen, Wochen, Auszeichnungen, Anmerkungen) | Höchstplatzierung, Gesamtwochen, AuszeichnungChartplatzierungen (Jahr, Titel, Album, Platzierungen, Wochen, Auszeichnungen, Anmerkungen) | Anmerkungen                                            |
| Jahr | Titel Album                                                   | DE | AT | CH | Anmerkungen                                            |
| --- | ------------------------------------------------------------- | --- | --- | --- | ------------------------------------------------------ |
| 2001 | Bum –                                                         | — | — | — | Erstveröffentlichung: 28. Mai 2001                     |
| 2001 | Komm zurück zu mir Meine Welt                                 | DE76 (2 Wo.)DE | — | — | Erstveröffentlichung: 26. November 2001                |
| 2002 | Niemand sonst Meine Welt                                      | DE31 (13 Wo.)DE | — | — | Erstveröffentlichung: 21. Oktober 2002                 |
| 2003 | Gefühle Meine Welt                                            | DE26 (9 Wo.)DE | — | — | Erstveröffentlichung: 10. Februar 2003                 |
| 2003 | Für dich Meine Welt                                           | DE1 Platin · (26 Wo.)DE | AT1 Gold · (28 Wo.)AT | CH1 Gold · (19 Wo.)CH | Erstveröffentlichung: 5. Mai 2003 Verkäufe: + 335.000  |
| 2004 | Du hast mein Herz gebrochen Farben meiner Welt                | DE1 (16 Wo.)DE | AT4 (23 Wo.)AT | CH6 (13 Wo.)CH | Erstveröffentlichung: 12. Januar 2004                  |
| 2004 | Du bleibst immer noch du Farben meiner Welt                   | DE21 (9 Wo.)DE | AT30 (10 Wo.)AT | CH53 (7 Wo.)CH | Erstveröffentlichung: 31. Mai 2004                     |
| 2004 | Sag mir – Was meinst du? Farben meiner Welt (Special-Edition) | DE14 (11 Wo.)DE | AT21 (15 Wo.)AT | CH39 (6 Wo.)CH | Erstveröffentlichung: 4. Oktober 2004                  |
| 2005 | Glaub an mich Unterwegs                                       | DE3 (15 Wo.)DE | AT6 (17 Wo.)AT | CH15 (13 Wo.)CH | Erstveröffentlichung: 14. Februar 2005                 |
| 2005 | Eine Welt ohne dich Unterwegs                                 | DE31 (9 Wo.)DE | AT52 (6 Wo.)AT | — | Erstveröffentlichung: 23. Mai 2005                     |
| 2006 | Erinner mich, dich zu vergessen Aura                          | DE6 (11 Wo.)DE | AT22 (8 Wo.)AT | CH23 (9 Wo.)CH | Erstveröffentlichung: 6. Oktober 2006                  |
| 2007 | Die Zeit ist reif Aura                                        | DE55 (5 Wo.)DE | — | — | Erstveröffentlichung: 26. Januar 2007                  |
| 2010 | Blau im Blau                                                  | DE52 (2 Wo.)DE | — | — | Erstveröffentlichung: 26. Februar 2010                 |
| 2013 | Pendel Lieber so                                              | DE59 (4 Wo.)DE | — | — | Erstveröffentlichung: 8. November 2013                 |
| 2015 | People Get Ready –                                            | — | — | — | Erstveröffentlichung: 10. September 2015               |
| 2016 | Irgendwas Guten Morgen Freiheit                               | DE27 (9 Wo.)DE | AT17 (16 Wo.)AT | CH41 (1 Wo.)CH | Erstveröffentlichung: 9. Dezember 2016 feat. Bengio    |
| 2017 | Freisprengen Guten Morgen Freiheit                            | — | — | — | Erstveröffentlichung: 16. Februar 2017                 |
| 2017 | Elefantensong Liliane Susewind – Meine Songs                  | — | — | — | Erstveröffentlichung: 9. September 2017 mit Tom Beck   |
| 2021 | Patience Change                                               | — | — | — | Erstveröffentlichung: 8. Januar 2021                   |
| 2021 | Let You Go Change                                             | — | — | — | Erstveröffentlichung: 5. Mai 2021                      |
| 2021 | Back in July Change                                           | — | — | — | Erstveröffentlichung: 10. September 2021               |
| 2024 | Move                                                          | — | — | — | Erstveröffentlichung: 10. Mai 2024                     |
| 2024 | In Between Move                                               | — | — | — | Erstveröffentlichung: 27. September 2024               |
| 2025 | Hands on Me Move                                              | — | — | — | Erstveröffentlichung: 7. Februar 2025                  |
| Folgende Lieder erschienen nicht als Single, wurden aber durch das Album zum Download und Streaming bereitgestellt und konnten somit eine Platzierung erlangen: |                                                               | | | |                                                        |
| |                                                               | | | |                                                        |
| 2015 | Lieber so                                                     | DE23 (5 Wo.)DE | AT32 (2 Wo.)AT | CH44 (2 Wo.)CH | Charteinstieg: 22. Mai 2015                            |
| 2015 | Hey Sing meinen Song – Das Tauschkonzert Vol. 2 (Sampler)     | DE17 (7 Wo.)DE | AT27 (5 Wo.)AT | CH29 (3 Wo.)CH | Charteinstieg: 12. Juni 2015 Original: Andreas Bourani |

### Als Gastmusikerin
| Jahr | Titel Album                                                   | Höchstplatzierung, Gesamtwochen, AuszeichnungChartplatzierungen (Jahr, Titel, Album, Platzierungen, Wochen, Auszeichnungen, Anmerkungen) | Höchstplatzierung, Gesamtwochen, AuszeichnungChartplatzierungen (Jahr, Titel, Album, Platzierungen, Wochen, Auszeichnungen, Anmerkungen) | Höchstplatzierung, Gesamtwochen, AuszeichnungChartplatzierungen (Jahr, Titel, Album, Platzierungen, Wochen, Auszeichnungen, Anmerkungen) | Anmerkungen                                                                                           |
| Jahr | Titel Album                                                   | DE | AT | CH | Anmerkungen                                                                                           |
| --- | ------------------------------------------------------------- | --- | --- | --- | --- |
| 2002 | Nangijala Atlantic Affairs                                    | — | — | — | Erstveröffentlichung: 2002 Udo Lindenberg feat. Yvonne Catterfeld                                     |
| 2003 | Du bist nicht allein Zeichen der Zeit                         | DE8 (15 Wo.)DE | AT32 (15 Wo.)AT | CH63 (5 Wo.)CH | Erstveröffentlichung: 1. Dezember 2003 mit Zeichen der Zeit                                           |
| 2006 | Where Does the Love Go? Hurricane • Aura                      | DE28 (10 Wo.)DE | AT43 (3 Wo.)AT | CH35 (7 Wo.)CH | Erstveröffentlichung: 17. März 2006 Eric Benét feat. Yvonne Catterfeld                                |
| 2015 | Somethin’ Stupid Cicero Sings Sinatra – Live in Hamburg       | — | — | — | Erstveröffentlichung: 30. Oktober 2015 Roger Cicero feat. Yvonne Catterfeld; Original: Carson & Gaile |
| 2020 | If It Wasn’t You –                                            | — | — | — | Erstveröffentlichung: 18. Dezember 2020 Oliver Henrich feat. Stefanie Kloß & Yvonne Catterfeld        |
| 2021 | Diese Welt braucht Liebe –                                    | — | — | — | Erstveröffentlichung: 29. Oktober 2021 Nico Suave & Teesy feat. Liebe Allstars                        |
| Folgende Lieder erschienen nicht als Single, wurden aber durch das Album zum Download und Streaming bereitgestellt und konnten somit eine Platzierung erlangen: |                                                               | | | | |
| |                                                               | | | | |
| 2015 | Auf uns Sing meinen Song – Das Tauschkonzert Vol. 2 (Sampler) | DE60 (1 Wo.)DE | AT56 (1 Wo.)AT | — | Charteinstieg: 12. Juni 2015 mit den Sing meinen Song Allstars; Original: Andreas Bourani             |

## Videoalben und Musikvideos

### Videoalben
| Jahr | Titel Musiklabel                            | Höchstplatzierung, Gesamtwochen, AuszeichnungChartplatzierungen (Jahr, Titel, Musiklabel, Platzierungen, Wochen, Auszeichnungen, Anmerkungen) | Höchstplatzierung, Gesamtwochen, AuszeichnungChartplatzierungen (Jahr, Titel, Musiklabel, Platzierungen, Wochen, Auszeichnungen, Anmerkungen) | Höchstplatzierung, Gesamtwochen, AuszeichnungChartplatzierungen (Jahr, Titel, Musiklabel, Platzierungen, Wochen, Auszeichnungen, Anmerkungen) | Anmerkungen                                                        |
| Jahr | Titel Musiklabel                            | DE | AT | CH | Anmerkungen                                                        |
| ---- | ------------------------------------------- | --- | --- | --- | ------------------------------------------------------------------ |
| 2004 | Farben meiner Welt Hansa Records (Sony BMG) | DE*DE | — | CH*CH | Erstveröffentlichung: 29. November 2004 * siehe Farben meiner Welt |
| 2005 | Unterwegs – Live Ariola (Sony BMG)          | DE*DE | AT7 (1 Wo.)AT | CH*CH | Erstveröffentlichung: 12. September 2005 * siehe Unterwegs         |

### Musikvideos
| Jahr | Titel                           | Regisseur(e)                       |
| ---- | ------------------------------- | ---------------------------------- |
| 2001 | Bum                             | Hasko Baumann                      |
| 2001 | Komm zurück zu mir              | Peter Pippig                       |
| 2002 | Niemand sonst                   | Robert Bröllochs                   |
| 2003 | Gefühle                         | Thomas Job                         |
| 2003 | Für dich                        | Robert Bröllochs                   |
| 2003 | Du bist nicht allein            | Robert Bröllochs                   |
| 2004 | Du hast mein Herz gebrochen     | Robert Bröllochs                   |
| 2004 | Du bleibst immer noch du        | Robert Bröllochs                   |
| 2004 | Sag mir – Was meinst du?        | Robert Bröllochs                   |
| 2005 | Glaub an mich                   | Oliver Sommer                      |
| 2005 | Eine Welt ohne dich             | Daniel Lwowski                     |
| 2006 | Where Does the Love Go?         | Marcus Sternberg                   |
| 2006 | Erinner mich, dich zu vergessen | Dennis Karsten, Daniel Siegler     |
| 2007 | Die Zeit ist reif               | Daniel Siegler                     |
| 2010 | Blau im Blau                    | Joern Heitmann                     |
| 2013 | Pendel                          | Christian Schwochow                |
| 2016 | Irgendwas                       |                                    |
| 2017 | Guten Morgen Freiheit           | Laurentius Emmelmann, Ramon Rigoni |
| 2017 | Was bleibt                      |                                    |
| 2021 | Patience                        | Randolph Herbst                    |
| 2021 | Back in July                    | Randolph Herbst                    |
| 2021 | Diese Welt braucht Liebe        | Juno Entertainment                 |
| 2021 | Wake Up                         |                                    |
| 2024 | Move                            | Xandi Kindermann                   |
| 2024 | In Between                      | Xandi Kindermann                   |
| 2025 | Hands on Me                     | Maxi Fesenmayer, Xandi Kindermann  |

## Sonderveröffentlichungen

### Alben
| Jahr | Titel Musiklabel                                    | Anmerkungen                                                             |
| ---- | --------------------------------------------------- | ----------------------------------------------------------------------- |
| 2009 | Farben meiner Welt / Unterwegs Hansa Records (Sony) | Erstveröffentlichung: 9. Oktober 2009 Teil der „2-Original-Alben“-Reihe |
| 2014 | Best Of Sony Music (Sony)                           | Erstveröffentlichung: 3. Oktober 2014 Label-Kompilation                 |

### Lieder
| Jahr | Titel Album                                                 | Anmerkungen |
| ---- | ----------------------------------------------------------- | --- |
| 2002 | Nangijala Atlantic Affairs                                  | Erstveröffentlichung: 27. Mai 2002 Udo Lindenberg feat. Yvonne Catterfeld                                                |
| 2002 | Niemandsland Atlantic Affairs                               | Erstveröffentlichung: 27. Mai 2002 Udo Lindenberg feat. Yvonne Catterfeld                                                |
| 2006 | Where Does the Love Go? Hurricane                           | Erstveröffentlichung: 21. Juni 2005 Eric Benét feat. Yvonne Catterfeld                                                   |
| 2007 | Better Than Christmas The Christmas Album                   | Erstveröffentlichung: 16. November 2007 Till Brönner feat. Yvonne Catterfeld                                             |
| 2015 | Bad, Bad Leroy Brown Cicero Sings Sinatra – Live in Hamburg | Erstveröffentlichung: 27. November 2015 Roger Cicero feat. Yvonne Catterfeld, Sasha & Xavier Naidoo; Original: Jim Croce |
| 2015 | Cheek to Cheek Cicero Sings Sinatra – Live in Hamburg       | Erstveröffentlichung: 27. November 2015 Roger Cicero feat. Yvonne Catterfeld; Original: Fred Astaire                     |
| 2015 | Somethin’ Stupid Cicero Sings Sinatra – Live in Hamburg     | Erstveröffentlichung: 27. November 2015 Roger Cicero feat. Yvonne Catterfeld; Original: Carson & Gaile                   |
| 2024 | Es hat keinen Zweck mit der Liebe …bei Nacht…               | Erstveröffentlichung: 31. Mai 2024 Götz Alsmann feat. Yvonne Catterfeld                                                  |

| Jahr | Titel Album                                                                            | Anmerkungen |
| ---- | -------------------------------------------------------------------------------------- | --- |
| 2000 | Whenever You Need a Friend Stimme 2000 – Die Finalisten                                | Erstveröffentlichung: 2000 als Viviane                                                                                       |
| 2001 | Stille Nacht Fröhliche Weihnachten mit Frank                                           | Erstveröffentlichung: 2001 Original: Franz Xaver Gruber & Joseph Mohr – Stille Nacht, heilige Nacht                          |
| 2004 | Der Schlüssel Zeichen der Zeit                                                         | Erstveröffentlichung: 29. März 2004                                                                                          |
| 2004 | Du bist nicht allein Zeichen der Zeit                                                  | Erstveröffentlichung: 29. März 2004 mit Zeichen der Zeit                                                                     |
| 2004 | Almost There I Love Disney                                                             | Erstveröffentlichung: 28. November 2014 Original: Anika Noni Rose                                                            |
| 2015 | Auf uns Sing meinen Song – Das Tauschkonzert Vol. 2                                    | Erstveröffentlichung: 5. Juni 2015 mit den Sing meinen Song Allstars; Original: Andreas Bourani                              |
| 2015 | Geweint vor Glück Sing meinen Song – Das Tauschkonzert Vol. 2                          | Erstveröffentlichung: 5. Juni 2015 Original: Pur                                                                             |
| 2015 | Hey Sing meinen Song – Das Tauschkonzert Vol. 2                                        | Erstveröffentlichung: 5. Juni 2015 Original: Andreas Bourani                                                                 |
| 2015 | Küssen verboten / Alles mit’m Mund Sing meinen Song – Das Tauschkonzert Vol. 2         | Erstveröffentlichung: 5. Juni 2015 Original: Die Prinzen                                                                     |
| 2015 | L.A.A.A. Sing meinen Song – Das Tauschkonzert Vol. 2                                   | Erstveröffentlichung: 5. Juni 2015 Original: Wirtz                                                                           |
| 2015 | Winter Wunderland Giraffenaffen 4 – Winterzeit                                         | Erstveröffentlichung: 5. November 2015 Original: Richard Himber & His Ritz-Carlton Orchestra & Joey Nash – Winter Wonderland |
| 2015 | Omen und Orakel Symphonic Rilke Projekt – Dir zur Feier                                | Erstveröffentlichung: 27. November 2015 mit Xavier Naidoo                                                                    |
| 2015 | Hark! The Herald Angels Sing Sing meinen Song – Das Weihnachtskonzert Vol. 2           | Erstveröffentlichung: 4. Dezember 2015 Original: Felix Mendelssohn Bartholdy                                                 |
| 2015 | Let It Snow! Let It Snow! Let It Snow! Sing meinen Song – Das Weihnachtskonzert Vol. 2 | Erstveröffentlichung: 4. Dezember 2015 Original: Vaughn Monroe & His Orchestra                                               |
| 2017 | Du bist nicht allein Liliane Susewind – Meine Songs                                    | Erstveröffentlichung: 21. September 2017                                                                                     |
| 2017 | Elefantensong Liliane Susewind – Meine Songs                                           | Erstveröffentlichung: 21. September 2017 mit Tom Beck                                                                        |

| Jahr | Titel Album                        | Anmerkungen                             |
| ---- | ---------------------------------- | --------------------------------------- |
| 2018 | Auf Eis gelegt Tabaluga – Der Film | Erstveröffentlichung: 16. November 2018 |

### Videoalben
| Jahr | Titel Musiklabel                                                        | Anmerkungen                                                                                      |
| ---- | ----------------------------------------------------------------------- | ------------------------------------------------------------------------------------------------ |
| 2017 | Guten Morgen Freiheit (Limited-Special-Edition) Veritable Records (RTD) | Erstveröffentlichung: 10. März 2017 CD + DVD; Verkäufe werden Guten Morgen Freiheit hinzuaddiert |

## Promoveröffentlichungen
| Jahr | Titel Album                           | Anmerkungen                                        |
| ---- | ------------------------------------- | -------------------------------------------------- |
| 2003 | Wahre Helden Meine Welt (2nd Edition) | Erstveröffentlichung: Dezember 2003                |
| 2017 | Besser werden Guten Morgen Freiheit   | Erstveröffentlichung: 9. Februar 2017              |
| 2017 | Tür und Angel Guten Morgen Freiheit   | Erstveröffentlichung: 23. Februar 2017 feat. Chima |
| 2017 | Guten Morgen Freiheit                 | Erstveröffentlichung: 3. März 2017                 |

## Hörspiele und Hörbücher
| Jahr | Titel Musiklabel                                           | Anmerkungen                                             |
| ---- | ---------------------------------------------------------- | ------------------------------------------------------- |
| 2014 | Tanya Stewner: Eine Muschel für Romy Random House          | Erstveröffentlichung: 24. Februar 2014                  |
| 2019 | Niko 2 – Kleines Rentier, großer Held Leonine Distribution | Erstveröffentlichung: 1. April 2019                     |
| 2021 | Kasi Kauz und die komische Krähe Silberfisch               | Erstveröffentlichung: 3. September 2021 mit Oliver Wnuk |

## Statistik

### Chartauswertung
|                     | DE    | AT    | CH    |
| ------------------- | ----- | ----- | ----- |
| Nummer-eins-Alben   | DE2DE | AT—AT | CH—CH |
| Top-10-Alben        | DE6DE | AT4AT | CH3CH |
| Alben in den Charts | DE9DE | AT8AT | CH6CH |

|                       | DE     | AT     | CH     |
| --------------------- | ------ | ------ | ------ |
| Nummer-eins-Singles   | DE2DE  | AT1AT  | CH1CH  |
| Top-10-Singles        | DE5DE  | AT3AT  | CH2CH  |
| Singles in den Charts | DE19DE | AT13AT | CH11CH |

|                          | DE    | AT    | CH    |
| ------------------------ | ----- | ----- | ----- |
| Nummer-eins-Videoalben   | DE—DE | AT—AT | CH—CH |
| Top-10-Videoalben        | DE—DE | AT1AT | CH—CH |
| Videoalben in den Charts | DE—DE | AT1AT | CH—CH |

### Auszeichnungen für Musikverkäufe
Anmerkung: Auszeichnungen in Ländern aus den Charttabellen bzw. Chartboxen sind in ebendiesen zu finden.
| Land/RegionAuszeichnungen für Musikverkäufe (Land/Region, Auszeichnungen, Verkäufe, Quellen) | Gold     | Platin     | Verkäufe | Quellen           |
| -------------------------------------------------------------------------------------------- | -------- | ---------- | -------- | ----------------- |
| Deutschland (BVMI)                                                                           | 3× Gold3 | 2× Platin2 | 800.000  | musikindustrie.de |
| Österreich (IFPI)                                                                            | 2× Gold2 | —          | 30.000   | ifpi.at           |
| Schweiz (IFPI)                                                                               | 2× Gold2 | —          | 40.000   | hitparade.ch      |
| Insgesamt                                                                                    | 7× Gold7 | 2× Platin2 |          |                   |